# Sarasău
Sarasău (Szarvaszó en hongrois, Scharwaschau en allemand) est une commune roumaine du județ de Maramureș, dans la région historique de Transylvanie et dans la région de développement du Nord-Ouest.

## Géographie
La commune, constituée du seul village de Sarasău, se situe dans le nord du județ, à la frontière avec l'Ukraine, sur la rive gauche de la Tisa.
le village est à 7 km à l'ouest de Sighetu Marmației, la capitale historique de la Marmatie et à 60 km au nord de Baia Mare, la préfecture du județ. Il est traversé par la route nationale DN19 qui relie Sighetu Marmației avec Satu Mare et Oradea.

## Histoire
La première mention écrite du village date de 1345.
La commune a fait partie du Comitat de Maramures dans le Royaume de Hongrie jusqu'en 1920, au Traité de Trianon où elle fut attribuée à la Roumanie avec toute la Transylvanie.

## Religions
En 2002, 51 % de la population est orthodoxe et 42,3 % grecque-catholique.

## Démographie
En 1910, la commune comptait 843 Roumains (73,2 % de la population), 221 Hongrois (19,2 %) et 87 Allemands (7,6 %).
En 1930, les autorités recensaient 1 339 Roumains (85,4 %), 15 Hongrois (1 %), 194 Juifs (12,4 %) et 16 Ukrainiens (1 %).
En 2002, la commune comptait 2 335 Roumains (96,8 %) et 52 Roms (2,2 %).
Sarasău fait partie des rares villages du județ de Maramureș dont la population a augmenté depuis 2002 (+4 %).
| 1900  | 1910  | 1930  | 1956  | 1977  | 1992  | 2002  | 2007  |
| ----- | ----- | ----- | ----- | ----- | ----- | ----- | ----- |
| 1 103 | 1 152 | 1 568 | 1 904 | 2 350 | 2 444 | 2 416 | 2 514 |

## Économie
L'économie de la commune est essentiellement agricole (1 536 ha de terres agricoles et 263 ha de forêts).

## Lieux et monuments
- Église des Saints Archanges (Sfinții Arhangeli), datant de 1640.